# Master of Ceremonies (Styles P)
Master of Ceremonies è il quarto album del rapper statunitense Styles P, pubblicato nel 2011 da D-Block ed E1.
| Recensione | Giudizio |
| ---------- | -------- |
| AllMusic   | [ 1 ]    |
| HipHopDX   | [ 2 ]    |
| RapReviews | [ 3 ]    |
| XXL        | [ 4 ]    |

## Tracce
1. How I Fly (featured Avery Storm) – 3:10 – Warren G
2. We Don't Play (featuring Lloyd Banks) – 3:36 – Supastylez
3. I'm a G (featuring Rell) – 3:17 – Supastylez
4. Ryde on da Regular – 3:17 – AraabMuzik
5. Keep The Faith (featuring Aja) – 5:04 – J. Music House
6. Children (featuring Pharoahe Monch) – 3:28 – Pete Rock
7. Street Shit (featuring Sheek Louch) – 3:32 – Black Saun
8. Feelings Gone – 3:28 – Statik Selektah
9. Harsh (featuring Rick Ross & Busta Rhymes) – 4:18 – Phonix Beats
10. It's OK (featuring Jadakiss) – 3:32 – Phonix Beats
11. Don't Turn Away (featuring Pharrell) – 2:58 – Reefa
12. Uhh-Ohh (featuring Sheek Louch) – 3:53 – Ty Fyffe

## Classifiche settimanali
| Classifica (2011)         | Posizione massima |
| ------------------------- | ----------------- |
| Stati Uniti               | 33                |
| US Top Rap Albums         | 5                 |
| US Top R&B/Hip-Hop Albums | 5                 |